# 법무법인 삼일
법무법인 삼일(SAMIL LAW PROFESSIONAL CORPORATION)은 대구광역시에 주사무실을 두고 있는 대한민국의 로펌으로 대구경북지역에서 가장 큰 로펌 중의 하나이다. 1992년 3월 삼일합동법률사무소로 출발하여 1996년 7월 1일 법인으로 설립되었다. 2019년 3월 현재 김진기 전 대구고등법원장, 사공영진 전 대구고등법원장, 이춘희 대구지방변호사회 회장, 최봉태 변호사 등 변호사 10명, 외국변호사 1명이 근무하고 있다.

## 업무분야
- 일반소송(민/형사 및 가사)
- 지식재산권
- 국제계약
- 개인파산/신용회복
- 기업자문
- 기업구조조정 / M&A
- 공증 (사서인증, 공정증서, 유언공증)
- 상속 / 증여
- 이혼 / 기타 가사 사건
- 노동
- 경매

## 사무소
- 대구 본원 사무소 : 대구광역시 수성구 범어동 33-2 (범어빌딩 4층)
  - 삼일국제특허법률사무소
- 대구 서부지원 사무소 : 대구광역시 달서구 용산동 230-21 (법조빌딩 308, 309호)
  - 삼일가정법률상담소
  - 공증사무소

## 같이 보기
- 김진기
- 사공영진
- 최봉태